# فغمية
الفغمية (بالإنجليزية: Gnathostoma)‏ هو جنس من الطفيليات، الأنواع الفغمية المقنفذة والفغمية الشعثاء يمكن أن تسبب داء الفغميات.